# (32844) 1992 EN25
1992 EN25 (asteroide 32844) é um asteroide da cintura principal. Possui uma excentricidade de 0.14049970 e uma inclinação de 1.50625º.
Este asteroide foi descoberto no dia 8 de março de 1992 por UESAC em La Silla.